# جون كيغان (لاعب كرة قدم)
جون كيغان (بالإنجليزية: John Keegan)‏ هو لاعب كرة قدم بريطاني، ولد في 5 أغسطس 1981 في ليفربول في المملكة المتحدة. لعب مع نادي سكاربورو ونادي يورك سيتي.

## وصلات خارجية
- جون كيغان على موقع قاعدة بيانات كرة القدم.إي يو (الإنجليزية)
- جون كيغان على موقع Soccerbase.com (لاعب) (الإنجليزية)